# Hylorchilus sumichrasti
Hylorchilus sumichrasti е вид птица от семейство Troglodytidae. Видът е почти застрашен от изчезване.

## Разпространение
Видът е разпространен в Мексико.